# Mesolimnophila
Mesolimnophila es un género de dípteros nematóceros perteneciente a la familia Limoniidae. Se distribuye por Nigeria.

## Especies
- Contiene las siguientes especies:
- M. hirsutipes Alexander, 1929
- M. lutea (Philippi, 1866)